# Ходунов, Иван Иванович
Ива́н Ива́нович Ходуно́в (1788—1853) — киевский купец III гильдии, трижды становившийся киевским городским головой (1838—1841), (1844—1847) и (1851—1853) — избран пять раз (два раза отказался).

## Биография
Родом из Ярославской губернии.
Открыл первый в Киеве завод восковых свечей, основал мыловаренный завод и завод сальных свечей. Владел домами и магазинами на Крещатике, Печерске, Липках и Подоле. Был одним из создателей крупнейшего в городе общества помощи бедным — «Сулимовка». При нём были заложены здания Университета Св. Владимира, Института благородных девиц, основаны Ботанический сад, обсерватория, построен анатомический театр, начато строительство Цепного моста.
Неизменно переизбирался городским головой; в 1841 году отказался от должности из-за проблем со здоровьем, в 1847 году — в связи со смертью единственного сына Петра.
Скончался 4 июля 1853 года.
Жена — Екатерина Савельевна. В семье был сын и семь дочерей. Зять — философ Сильвестр Сильвестрович Гогоцкий. Внук — Николай Николаевич Балабуха.